# يلا نرقص!
So You Think You Can Dance - يلا نرقص! هو النسخة العربية المستوحاة من برنامج المسابقات الفني المختص بفن الرقص الأمريكي الشهير "So You Think You Can Dance" الذي يعرض منذ عام 2009 في الولايات المتحدة.
انطلق الموسم الأول من المسابقة في أيلول 2014 على قناة إم تي في اللبنانية التي تمتلك الحقوق الحصرية لإنتاج البرنامج في الشرق الأوسط. وكلف التقديم إلى كل من الممثلة اللبنانية ريتا حايك. سيتم تصوير حلقات البرنامج على الهواء مباشرة في الفوروم دو بيروت وينتج من قبل شركة ستوديوفيجن التابعة للقناة. الفائز بنهاية السباق سيحصل على جائزة مالية قدرها 100 ألف دولار أمريكي.

## فكرة البرنامج
الراقصون المشتركون الذين تم انتقاؤهم خلال مراحل تجارب الأداء، هم في الغالب هواة أو شبه محترفين، يأتون من خلفيات متعددة في الرقص، وتحتم عليهم المنافسة ضرورة تأدية أنماط متنوعة من الرقصات.
خلال عرض البرنامج، يتمّ استبعاد الراقصين تدريجيا استنادا إلى آراء أعضاء لجنة التحكيم وتصويت المشاهدين، وتستمر المنافسة حتى يبقى راقص واحد يفوز بالجائزة الكبرى ويتوج بلقب أفضل راقص عربي. لجنة التحكيم في النسخة العربية مكونة من:
- بيار دلاين
- نيللي كريم
- أليسار كركلا
- شارل ماكريس
- روجينا (مراحل تجارب الأداء)
- ميرا سماحة (الحلقة المباشرة الرابعة)

كانت الممثلة المصرية روجينا إحدى أعضاء لجنة التحكيم خلال مراحل تجارب الأداء، لكن لأسباب مجهولة لم يفصح عنها تم استبدالها بأليسار كركلا التي تم الاستغناء عنها في الموسم العاشر من ستار أكاديمي.
شاركت ميرا سماحة في تحكيم الحلقة الرابعة بدلا من إليسار كاراكالا التي كانت تلقي محاضرة في جامعة هارفارد في الولايات المتحدة عن «تأثير الرقص في حياة الشعوب».

## المشتركون المتأهلون
| رقم التصويت | المشترك          | العمر  |
| ----------- | ---------------- | ------ |
| 1           | جنى يونس         | 22 سنة |
| 2           | ميلندا ماروكي    | 25 سنة |
| 3           | ميريام شامي      | 21 سنة |
| 4           | سينتيا أسادوريان | 38 سنة |
| 5           | ميرفت بهلوان     | 26 سنة |
| 6           | كاريل ورديني     | 26 سنة |
| 7           | ياسمين سراج      | 24 سنة |
| 8           | كارين أبي نادر   | 19 سنة |
| 9           | عيسى صالح        | 28 سنة |
| 10          | أحمد جودة        | 24 سنة |
| 11          | بيير خضرا        | 23 سنة |
| 12          | علي محمود        | 32 سنة |
| 13          | محمد حامد        | 23 سنة |
| 14          | وفا بوطي         | 24 سنة |
| 15          | أنطوني نخلة      | 18 سنة |
| 16          | حسن نات          | 19 سنة |

## ضيوف الحلقات
- مايا دياب الحلقة المباشرة الرابعة
- ملحم زين الحلقة المباشرة الخامسة
- يارا الحلقة المباشرة السابعة
- راغب علامة الحلقة المباشرة الثامنة (اعتذر عن الحضور قبل الحلقة بيوم واحد بسبب الظروف حينها في لبنان)